# Calicles de Mégara
Calicles de Mégara (en griego antiguo: Καλλικλῆς, romanizado: Calliclos) fue un escultor de Mégara que vivió alrededor del año 400 a. C. Su padre fue el escultor Teocosmo.
Pausanias y Plinio el Viejo dicen que esculpió las estatuas de algunos filósofos y las de ganadores de los Juegos Olímpicos, erigidas estas últimas en el Altis de Olimpia. Entre ellas, esculpió las estatuas-retrato de la familia de los Diagóridas.  Según un escolio de la Olímpica 7 de Píndaro, la estatua de Diágoras era ligeramente más grande que el natural, con el brazo derecho extendido hacia delante y el izquierdo doblado hacia dentro. Se conserva un fragmento de la base.
También fue autor de una estatua de Zeus en Mégara.